# Angela Cartwright

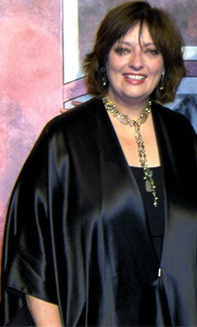
Angela Cartwright (2005)

Angela Margaret Cartwright (* 9. September 1952 in Altrincham, Cheshire, England) ist eine britische Schauspielerin.

## Leben
Cartwright wurde in England geboren, verbrachte aber den Großteil ihres Lebens in den USA. Sie stand bereits im Alter von drei Jahren im Hollywood-Spielfilm Die Hölle ist in mir von Robert Wise und im Jahr darauf in Flammen über Afrika vor der Kamera. Zwischen 1957 und 1964 spielte sie in der Fernsehserie Make Room for Daddy an der Seite von Danny Thomas eine der Hauptrollen. Nachdem diese eingestellt wurde, besetzte Robert Wise sie in Meine Lieder – meine Träume – basierend auf dem Musical The Sound of Music – mit Julie Andrews und Christopher Plummer in den Hauptrollen als eines der Trapp-Kinder.
Im selben Jahr erhielt sie eine der Hauptrollen der Science-Fiction-Serie Verschollen zwischen fremden Welten (Lost in Space), welche sie in den USA landesweit bekannt machte. Von 1965 bis 1968 spielte sie in 84 Folgen die Rolle der Penny Robinson. Nach drei Staffeln wurde die Serie eingestellt. 1970 wurde ein Spin-off von Make Room for Daddy unter dem Namen Make Room for Granddaddy produziert, in der sie ihre alte Rolle wieder aufnahm. Der Erfolg der Vorgängerserie konnte nicht wiederholt werden, so dass nur 24 Episoden produziert wurden. In den 1970er Jahren hatte Cartwright nur vereinzelte Gastrollen, erst 1979 hatte sie wieder eine Spielfilmrolle in Jagd auf die Poseidon. Nach Gastrollen in Love Boat und Airwolf zog sich Cartwright Mitte der 1980er-Jahre weitgehend aus dem Showgeschäft zurück.
Für die Neuverfilmung von Lost in Space kehrte sie 1998 in einem kurzen Cameo-Auftritt zurück. 2009 hatte sie neben Bill Mumy und Jonathan Harris, ihren Mitdarstellern aus Lost in Space, eine Sprechrolle im Zeichentrick-Kurzfilm The Bolt Who Screwed Christmas. 2019 trat sie in einer Gastrolle als Mutter von Dr. Smith (Bill Mumy) in Lost in Space – Verschollen zwischen fremden Welten, der Netflix-Neuauflage von Verschollen zwischen fremden Welten, auf.
Cartwright ist verheiratet und hat zwei Kinder, ihre ältere Schwester ist die Schauspielerin Veronica Cartwright.

## Filmografie (Auswahl)
- 1956: Die Hölle ist in mir (Somebody Up There Likes Me)
- 1957: Flammen über Afrika (Something of Value)
- 1957–1964: Make Room for Daddy (Fernsehserie, 223 Folgen)
- 1960: Alfred Hitchcock präsentiert (Alfred Hitchcock Presents, Fernsehserie, eine Folge)
- 1962: Mein bester Freund (Lad: A Dog)
- 1965: Meine Lieder – meine Träume (The Sound of Music)
- 1965: Verschollen zwischen fremden Welten (Lost in Space)
- 1965–1968: Verschollen zwischen fremden Welten (Lost in Space; Fernsehserie, 84 Folgen)
- 1970–1971: Make Room for Granddaddy (Fernsehserie, 24 Folgen)
- 1979: Jagd auf die Poseidon (Beyond the Poseidon Adventure)
- 1982: Love Boat (The Love Boat, Fernsehserie, eine Folge)
- 1983: High School U.S.A. (Fernsehfilm)
- 1985: Airwolf (Fernsehserie, eine Folge)
- 1998: Lost in Space
- 2019: Lost in Space – Verschollen zwischen fremden Welten (Lost in Space; Fernsehserie, eine Folge)